# 변신
변신(變身)은 인간이 이성이나, 동물이나 식물 등의 인간 이외의 것으로 변신하는 것이다.
그 역사는 오래됐고, 고대 그리스로부터 헬레니즘, 로마 제국 시대에 걸쳐 많은 이야기가 만들어져, 오비디우스의 「변신 이야기」는 그 집대성이라 말할 수 있다.
근현대에도 많이 만들어져, 카프카의 「변신」등이 대표적이다. 일본에서는 나카지마 아쓰시의 「산월기」가 유명하다.

## 각지의 전승
전승에 대해 일반적으로 변신하는 동물은 늑대인간, 뱀파이어, 동아시아의 여우, 북유럽 신화의 로키 또는 그리스 신화의 프로테우스와 같은 다수의 신화의 신, 여신, 악마가 있다. 신에게 있어서 모든 동물이나 식물로 변신하는 것은 평범한 것이었다.
인간으로부터 늑대로 변신하는 늑대인간(리칸트로프)은 유명하지만, 그 외에도 사람으로부터 짐승에 변신하는 생물을 가리키는 말로서 수인(세리안스로프)이 있다. 영어에서는 리칸트로프(lycanthrope, 변화를 가리켜 리칸트로피 lycanthropy) 쪽이 많이 이용된다.
영어에 대하고 변신을 가리키는 말은, 그 밖에도 metamorph(변신 전반), skin-walker(아메리카 원주민의 전승이나 북유럽 신화로 보여지는, 동물로 변신하는 능력을 가진 인간), mimic(의태) 등이 있다. 접두사 「were-」도 「인간(man)」를 의미하는 고어에 유래해, 웨어울프 (werewolf: 인 랑)등과 같이 변신하는 존재를 가리킨다.
변신담은 대부분의 모든 문화에 볼 수 있어 일상으로 잘 보는 동물에는, 대부분 관계한 변신담이 있다. 통상은, 변신의 대상이 되는 동물은, 이야기가 전해지는 지역에 고유의 생물이다.
인간이 다른 것으로 변신하는 이야기와 같이, 동물이 변신하는 이야기도 많이 존재한다.

### 그리스 로마 문학
변신의 모티프는, 고전 문학으로의 안으로 다종 다양한 방법으로 나타나고 있다.
고전 문학에 있어서의 변신의 모티프로서는, 오비디우스의 「변신 이야기」, 호메로스의 「오딧세이」(키르케가 오디세우스의 동료를 돼지로 바꿈), 아프레이우스의 「황금의 로바」(주인공 르키우스가 로바로 변신한다), 안토니누스 리베라리스 「메타모르포시스 그리스 변신 이야기집」 등, 많은 예를 볼 수 있다.
신들 중에서도, 프로테우스는 변신으로 유명하다. 메넬라오스와 앨리스타이오스는 함께 프로테우스에 승리하고 정보를 묻기 시작하고 있다. 프로테우스의 여러 가지 변신에 대해서 참는 것으로 승리했다는 점도 마찬가지이다.
또, 그리스의 신들은 변신을 벌의 방법으로서도 사용했다. 아라크네는 직물의 기술에 관한 오만에의 벌로서 거미에 바뀌었고 메두사는 아테나의 신전으로 포세이돈과 사귀었기 때문에 괴물로 바꿀 수 있었다. 하지만 그것보다, 변신은 요염한 모험에 많이 꺼내지고 있다. 제우스는 인간의 여성에게 다가가기 위해, 혹은 다니기 위해서 몇 번이나 변신했다.
- 다나에: 황금의 비
- 에우로페: 숫소
- 레다: 백조
- 알크메네: 알크메네의 남편(헤라에게 정사를 숨기기 때문에도 있었다)
- 이오: 운. 이오 자신도 흰 암소가 되었다.

좀 더 온건한 로마의 이야기로는, 과일의 신웨르트움스(en:Vertumnus)는 노파에게 모습을 바꾸어 여신 포모나의 과수원에 들어가, 구혼했다.
그 밖에도, 여성이 남성으로부터 구애되는 것을 완전하게 거절하기 위해 신에 도움을 요구해 변신한다는 이야기도 있다(다프네: 월계수, 코르니크스(en:Cornix): 작은 까마귀). 제우스 외 신들의 일시적인 변신과는 다르고, 이러한 변신은 풀 수 없다.
데메테르는 포세이돈에 구애해졌을 때에 자마로 변신해 피했지만, 포세이돈도 대항해 유우마로 변신했기 때문에 폭행당했다.
인간도 또, 많은 이유로부터 변신했다.

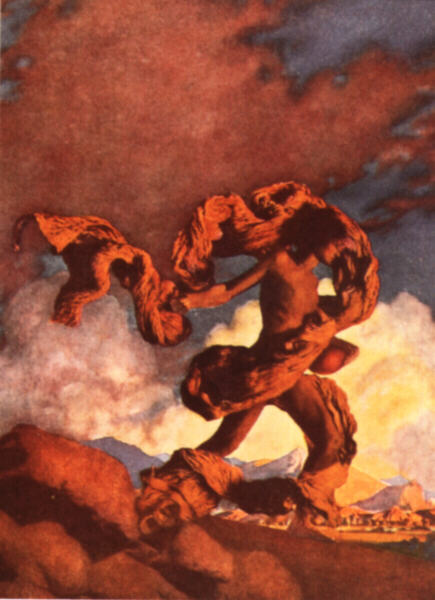
「용의 송곳니를 뿌리는 카드모스」막스필드 파릿슈 화

테이레시아스는 교미하고 있는 뱀을 찾아내 암컷의 뱀을 지팡이로 쳤는데 여성으로 변신해 버려, 그대로 몇 년간을 보내게 되었다. 그 후, 다시 교미하고 있는 뱀을 찾아내 수컷의 뱀을 친 것으로 남자로 돌아올 수 있었다.
카에니스(en:Caenis)는 포세이돈에 폭행당해 자신을 남자로 하도록 요구했다. 포세이돈은 이것을 받아 들여 카에니스는 카이네우스가 되어, 생애를 남자로서 보냈다(죽음의 직전에 여자로 돌아왔다는 이야기도 있다)
환대에 대한 보답으로서 바우키스와 필레몬은 신들에 의해서 죽을 때 2개의 나무로 바뀌었다.
피그말리온은 스스로 만든 석상에 사랑에 빠졌다. 비너스는 그를 불쌍히 여기고 석상으로부터 산 여성으로 바꾸었다.
나르키소스의 이야기에서는, 그는 꽃으로 바뀌었다.
테이레우스가 피로메이라를 범해, 입다물게 하기 위해 그녀의 혀를 자른 후, 그녀는 자매인 테이레우스의 아내 프로크네이로 자신에게 일어난 것을 태피스트리에 짰다. 자매는 그의 아들을 죽여, 아버지인 테이레우스에 먹였다. 그가 이것을 알았을 때, 그녀들을 죽이려고 했지만, 신들은 그녀들을 새로 바꾸었다.
물품이 인간으로 변신하는 것도 있다. 이아손과 카드모스의 양쪽 모두의 신화에서, 용의 송곳니를 뿌리면, 전사로 바뀐, 거기서 영웅들은, 살아남기 위해 계략을 이용하고 동지 사이의 싸움을 시켰다. 데우칼리온과 퓨라는 홍수 후, 돌을 배후에 던져 그것이 사람으로 변신한 것에 의해 다시 세계에 인간을 채웠다.

### 영국, 아일랜드

#### 켈트족 신화
웨일즈 신화는 대부분이 없어져 있지만, 현존하고 있는 것 중에도 변신의 마법은 가끔 등장한다.
아라운은 프이스를 아라운의 모습으로 바꾸어 스스로는 프이스의 모습으로 바뀌어, 일년과 하루만 상호의 영지를 교환했다. 킬 코이트의 아들 스위트(Llwyd ap Cil Coed)는 아내와 하인을 쥐로 바꾸고, 복수를 위해 작물을 망쳤다. 아내가 잡혔을 때에는, 세 명의 성직자로 모습을 바꾸고, 스스로 몸값의 교섭 대리인이 되었다.
마소누이의 아들, 마스( en:Math ap Mathonwy)와 그위디온(en:Gwydion)은 꽃을 브로다이웨즈(en:Blodeuedd)라는 이름의 여성으로 바꾸었다. 브로다이웨즈가 남편인 스우(en:Lleu)를 배반했을 때, 스우는 독수리에 모습을 바꾸어 브로디웨즈는 후에 효로 바꿀 수 있었다.
기르파에스위(en:Gilfaethwy)가 마스를 시중드는 아가씨를 폭행했을 때, 그것을 방조한 남동생의 그위디온도, 함께 동물로 바뀌었다. 고위디온은 수컷 사슴, 암컷 돼지, 늑대에 각각 일년씩, 기르파에스이는 암컷 사슴, 수컷 돼지, 자랑에 일년씩이다. 각각의 해에 한마리씩 아이가 태어났다. 마스는 이 3마리를 인간으로 바꾸었다.
그위온(Gwion)은 케리드웬이 아이를 위해서 만들던 현자의 약을 마셔 버려, 차례차례로 변신하면서, 같은 변신하는 케리드웬으로부터 도망치게 되었다. 최종적으로 그위온이 한 알의 보리가 되어, 자조가 된 케리드웬에 먹혔다. 그러자 케리드웬은 임신해, 그위온은 타리에신으로서 다시 태어났다.
아일랜드 신화에서도 변신담은 볼 수 있다. 오이페가 양자인 릴의 아이들을 백조로 바꾸어 내쫓았다는 이야기가 유명하다.
「에이딘에의 구혼」에서도, 파무낫하가 질투를 위해서 에이딘을 웅덩이에, 더욱 모충으로부터 나비에 바꾸어 버린 이야기가 있다.
영웅 핀 막크르의 아내 사바는 사슴으로 변신한 요정이었다.
아일랜드 신화에서 가장 극적인 변신담이라고 하면, 파소론신족의 유일한 생존 트의 것일 것이다. 몇 세기에도 건너는 긴 삶 속에서, 트는 사슴, 뱀, 독수리를 거쳐 최종적으로는 연어가 되어, 먹힌 후에 트 막카렐로서 인간으로 다시 태어났다.

#### 영국민간전승
페어리, 마녀, 마법사는 모두 변신 능력으로 유명하다. 모든 요정을 변신할 수 있는 것은 아니며 일부는 스프리건과 같이 변신할 수 있는 사이즈가 한정되어 있는, 말과 젊은 남자 밖에 될 수 없는 아하 이슈케와 같이 2, 3의 모습 밖에 될 수 없는 것도 있다.다른 요정은 글래머(glamour)로 불리는 환상을 만들어 내는 힘을 사용하고, 사본몸만을 나타내기도 한다. 그러나, 구역질 리의 우개( Hedley Kow) 같은 다른 사람은 많은 모습으로 변신할 수 있어 인간과 이상한 마법사 모두 그러한 변신 능력이 있어, 타인을 처벌한다.
마녀는 들토끼로 모습을 바꿀 수 있어 그 모습으로 밀크와 버터를 훔친다.맨섬에서는 토끼의 고기를 먹을 수 있는 사람을 고용할 수 없는 것도 그 섬에서는 「토끼는 있는 노파가 모습을 바꾼 것이다」라고 믿기 때문이라는 전승을 민속학자의 세이바인 베어링-구르드가 써서 남겼다.
「거인 싶은 글자의 잭」( Jack the Giant Killer)이나 「우둔함 웨이의 검은 소」( The Black Bull of Norroway)와 같이 많은 영국 동화에서는 변신이 특색이 되고 있다.

### 북유럽
오딘과 로키는 북유럽 신화의 변신 능력자이다. 보기 드물게 양자 모두 여성의 차림을 벗는다, 그리고 자마의 차림을 벗고 있던 로키는 스레이프닐을 낳았다. 「로키의 말다툼」에서는 여자가 된 것, 아이를 낳은 것을 서로 서로 바보취급했다고 기술되고 있다. (많은 전설로의 여성의 모습의 오딘의 기술은 없어졌지만, 「로키의 말다툼」은 포함하고 있다.)
거인 시아치에 독차지해진 여신 이둔을 만회하기 위해, 로키는 그녀를 한 개의 호두의 실로 바꾸고, 자신은 매로 변신하고 호두를 가지고 돌아간다.
훌드라의 노래에서 여신 프레이야는 그녀의 애인 옷탈을 숨기기 위해서 멧돼지로 바꾼다. 또 그녀는 매의 깃털로 만든 깃옷으로 매로 모습을 바꿀 수 있었다. 그 깃옷을 로키는 그때 그때에 빌리고 있었다.
보르슨가 사가는 많은 변신하는 인물이 등장한다. 싯게일 (Siggeir)의 어머니는 패배한 그의 의형제를 천천히 죽여 가는 고문을 돕기 위해 늑대가 되었다. 시그문트는 살아남아 그와 그 조카이며 아들인 신피요트리는 늑대의 가죽을 쓴 남자들을 죽여, 그들은 모피를 처분하고, 늑대인간이 되는 저주를 받았다
파프니르는 본래, 올바른 신화에 의하면 드워프 또는 거인이었지만, 모든 이문에서, 재보를 지키는 드래곤이 되었다.
극히 최근의 민화에서, 닛세(Nisse)는 가끔 변신한다고 한다. 또한 이 특징은 후르드라(Huldra)로부터 와있다.

### 슬라브
슬라브 신화에서는, 늑대 같은 남자와 다른 사람으로부터 동물에의 변신자가, 꽤 일반적이고, 보통은 레이시의 행위에 의해 만들어진다.

### 극동
중국, 일본, 한국의 전승은 동물이 인간의 차림을 벗는 것으로서 전한다. 그들의 공통된 특징으로서 동물은 길게 살아 능력과 함께 꼬리가 증가해 자주 숨기고 있던 동물의 특징을 내 버린다. 또 그들과의 결혼, 이류 혼인담을 다수 볼 수 있다. 이러한 특징은 나라마다 차이를 보인다.

#### 중국
중국 전승은 많은 동물이 변신해, 사람의 모습으로 이야기하는 이야기가 있다. 변신하는 가장 보편적인 것이 요호이며, 여우는 통상 아름답고 젊은 여자로서 나타나 대부분은 위험한 존재이지만, 몇 개는 사랑 이야기의 히로인으로서 등장한다.
백사전은 그런 전설의 하나로, 뱀이 인간의 남자와 사랑에 빠지고 그녀와 그녀의 남편이 직면하는 시련을 그린다.

#### 일본
일본에는 윤회에 의해서 사람이 동물로 다시 태어나는 이야기는 있어도, 살면서 동물 그 외로 변신하는 이야기는 대부분 없다.
일본의 요괴의 상당수는 변신 능력을 가진 동물이다. 여우가 가장 일반적인 것이지만, 이하와 같은 것도 포함된다.
- 오소리
- 바케네코
- 늙은 고양이
- 너구리
- 수달

이것들은 인간 이외에도 바위 등 무기물로 변하는 일이 있다.
또, 일본 본토와는 다른 문화를 가진 오키나와에는 돼지가 미남 미녀로 변하고 인간을 속이는 이야기가 전승된다.

#### 한국
한국 전승에도 변신 능력을 가진 여우가 있다. 구미호는 항상 악은 아니다. 대부분 미소녀의 차림을 벗지만, 사기를 꾀하는 남자가 구미호였다는 이야기도 있다.구미호는 9개의 꼬리를 가져, 인간이 되고 싶다고 바라며 그 미모로 사람을 속이고 간을 100개를 먹으면 인간이 될 수 있다는 이야기도 있다)

## 같이 보기
- TF (변신) (픽션상에서의 변신)